# Poklicni vojak
Poklicni vojaki se, kot pove že samo ime ukvarjajo z vojsko poklicno, se pravi, da z obrambnim ministrstvom sklenejo pogodbo o zaposlitvi. Nasprotje poklicni vojski je naborniški sistem.
V Sloveniji je od leta 2003 vojska sestavljena pretežno iz poklicnih vojakov (majhen del pa je prostovoljnih nabornikov).